# Tércio Pacitti
Tércio Pacitti (9 septembre 1928 à Atibaia au Brésil - 18 juin 2014 à Rio de Janeiro au Brésil) fut un professeur et un pionnier de l'informatique au Brésil.

## Biographie
Il était le fils d'Antonio Pacitti et d'Isabel de Moraes Pacitti.
Il a fait ses études de base au collège Piracicabano, un collège américain missionnaire. Il est diplômé en ingénierie aéronautique de l'Institut technologique de l'aéronautique (ITA), premier de la classe 1952. Par la suite, il a fait une maîtrise en 1961 et un doctorat en 1971 à l'Université de Californie à Berkeley Il était un élève de David Albert Huffman à Berkeley.
L'un des plus grands noms de l'informatique brésilienne, il a écrit plusieurs livres sur ce sujet, en particulier
- Fortran Monitor dont il a vendu 250.000 exemplaires de 1967 à 1987 ;
- Do Fortran a Internet, un récit de l'évolution de l'information dans le monde, maintenant dans sa troisième édition ;
- Paradigmas do software aberto (Paradigmes du logiciel libre), son dernier ouvrage, lancé en 2006[3].

Il a dirigé l'introduction de l'information à l'Institut technologique de l'aéronautique à Coppe-UFRJ et UNIRIO.
Une de ses filles, Esther de Castro Pacitti, est professeur en sciences informatiques à l'université Montpellier 2, au Laboratoire d'informatique, de robotique et de microélectronique de Montpellier (LIRMM) en France,.

## Publications
- (pt) Cyril P. Atkinson et Tércio Pacitti, Programação e Métodos Computacionais [« Programmation et Méthodes computationnelles »], vol. 1, Rio de Janeiro, LTC, 1983, 4e éd., 431 p. (ISBN 85-216-0283-9)
- (pt) Cyril P. Atkinson et Tércio Pacitti, Programação e Métodos Computacionais [« Programmation et Méthodes computationnelles »], vol. 2, Rio de Janeiro, LTC, 1976, 2e éd., 380 p. (ISBN 85-216-0284-7)
- (pt) Tércio Pacitti, Fortran Monitor [« Moniteur Fortran »], Rio de Janeiro, Ao Livro Técnico, 1967, 282 p.
- (pt) Tércio Pacitti, Programação : Princípios [« Programmation - Principes »], Rio de Janeiro, Ao Livro Técnico, 1985, 361 p.
- (pt) Tércio Pacitti, Construindo o Futuro através da Educação : Do Fortran a Internet [« Construire l'avenir par l'éducation »], Rio de Janeiro, Thomsom, 2003, 3e éd., 472 p. (ISBN 85-221-0331-3)
- (pt) Tércio Pacitti, Paradigmas do Software Aberto [« Paradigmes du logiciel libre »], Rio de Janeiro, LTC, 2006, 156 p. (ISBN 85-216-1467-5)